# Antoine Jean-Baptiste Joseph Gravier
Pour les articles homonymes, voir Gravier.
Antoine Jean-Baptiste Joseph, baron Gravier, né le 3 septembre 1784 à Gréoux et mort le 8 mars 1850 à Paris, est un banquier et homme politique français.

## Biographie
Banquier, il fut élu, le 22 août 1815, député du collège de département des Basses-Alpes, par 102 voix (122 votants et 179 inscrits). Il fut chargé, à la Chambre introuvable, de présenter le rapport sur les lettres de grande naturalisation accordées au général Loverdo. À la suite de ce rapport, en 1816, il fut nommé caissier général de l'amortissement et chevalier de la Légion d'honneur. 
Le 17 novembre 1827, il fut élu député par le collège de département des Basses-Alpes, avec 127 voix (159 votants, 190 inscrits). Réélu successivement: le 28 octobre 1830 par 152 voix (161 votants, 225 inscrits), le 5 juillet 1831, avec 143 voix (166 votants, 246 inscrits), le 21 juin 1834 par 136 voix (198 votants, 268 inscrits), contre 47 à M. de Laplane, le 4 novembre 1837 par 126 voix (242 votants, 305 inscrits), contre 109 à Duchaffault, le 2 mars 1839 par 138 voix (171 votants, 325 inscrits), enfin le 9 juillet 1842 par 155 voix (231 votants, 332 inscrits), contre 58 à M. Chais et 12 à M. Ailhaud, il fut élevé, le 21 juillet 1846, à la dignité de pair de France. 
Le gouvernement lui devait cette juste récompense, car, fidèle à tous les ministères, l'un des 221 de la réunion Jacqueminot, il avait voté, pendant la législature de 1839-1842, pour la dotation, pour les fortifications de Paris, pour le recensement, contre les incompatibilités et contre l'adjonction des capacités, et, pendant celle de 1842-1846, pour l'indemnité Pritchard, pour l'augmentation du traitement des hauts fonctionnaires, contre toutes les propositions libérales formulées par l'opposition. La révolution de 1848 le rendit à la vie privée.

## Décoration
- Chevalier de la Légion d'honneur (29 avril 1821)